# I Got You (chanson de Bebe Rexha)
Singles de Bebe Rexha
In the Name of Love
(2016) The Way I Are (Dance with Somebody)
(2017)
I Got You est un single de la chanteuse américaine Bebe Rexha sorti en 2016.

## Composition
La chanson est co-écrite par Ben Berger, Lauren Christy (en), Jacob Kasher, Ryan McMahon, Ryan Rabin et Bleta Rexha. La production est assurée par l'équipe de producteurs Captain Cuts (en).

## Classement
| Chart (2016–17)                                | Peak position |
| ---------------------------------------------- | ------------- |
| Allemagne (Media Control AG)                   | 67            |
| Autriche (Ö3 Austria Top 40)                   | 60            |
| Belgique (Flandre Ultratip Bubbling Under 100) | 14            |
| Belgique (Wallonie Ultratop 50 Singles)        | 22            |
| Canada (Hot 100)                               | 38            |
| États-Unis (Hot 100)                           | 43            |
| États-Unis (Adult Pop Songs)                   | 38            |
| États-Unis (Dance Club Songs)                  | 1             |
| États-Unis (Pop Airplay)                       | 17            |
| France (SNEP Streaming)                        | 127           |
| Pays-Bas (Single Top 100)                      | 60            |
| Royaume-Uni (UK Singles Chart)                 | 89            |
| Suède (Sverigetopplistan)                      | 29            |
| Suisse (Schweizer Hitparade)                   | 60            |

## Certification
| Région | Certification | Ventes/Streams                   |
| --- | ------------- | -------------------------------- |
| Australie (ARIA) | Platine       | 70 000*                          |
| Canada (Music Canada) | 2 × Platine   | 160 000*                         |
| États-Unis | Platine       | 1 000 000‡                       |
| France (SNEP) | Or            | 10 millions d'équivalent streams |
| Italie (FIMI) | Or            | 25 000‡                          |
| Pologne (ZPAV) | Platine       | 20 000*                          |
| *Ventes selon la certification ^Mise en rayon selon la certification xNon précisé par la certification ‡ventes/streaming selon la certification |               |                                  |